# Papež Zosim
Zosimje bil rimski škof (papež) Rimskokatoliške cerkve, * 4. stoletje (Grčija, Rimsko cesarstvo); † 26. december 418 Rim (Italija, Rimsko cesarstvo).

## Življenjepis
Zosim se je rodil v 4. stoletju  v Grčiji in je bil Grk judovskega porekla; njegovemu očetu je bilo ime Abraham. Za papeža je bil izvoljen  21. marca 417. V urejanju cerkvenih zadev ni imel srečne roke. Nekatera nerešena vprašanja so morali reševati - po njegovem kratkem pontifikatu - še nasledniki. 

### Težave pri urejanju osebnih zadev

#### Razmere v Galiji
Na papeških volitvah je sodeloval tudi Patroklus (Patroclus), škof v mestu Arelatu (danes Arles), ki je prišel k njemu na pogovor takoj po izvolitvi in mu razlagal, kako je za obilico škofij v Galiji potrebno avtoritativno in enotno vodstvo. Zosim je kar njega imenoval za apostolskega vikarja vse Galije. V posebnem pismu je naročil, da lahko samo on posvečuje nove škofe v Galiji in da duhovniki lahko potujejo samo z njegovim priporočilom (litterae formatae). Že ob prvem odloku pa se je pokazalo, da dobri papež ne zna prav ocenjevati ljudi. Izkazalo pa se je namreč, da Patroklus ni imel ne ugleda ne sposobnosti za tako zahtevno službo. Namesto reda so nastali v Galiji hudi spori, ki jih je odpravil šele Leon Veliki in postavil na čelo galskim škofijam prvega metropolita (primasa). 

#### Duhovnik Apiarij
Škof Urban je zaradi neprimernega življenja odstavil duhovnika Apiarija (Apiarius). Ta se je pritožil papežu, ki je, v svesti si svoje najvišje sodne oblasti, zahteval od škofa, naj ga sprejme nazaj. Afriški škofje so 418 na sinodi razpravljali o zadevi in določili, da bo izobčen iz Cerkve, kdor se bo skliceval mimo njih na »prekmorsko instanco« (ad judicia transmarina). Papež je poslal v Afriko poslance, ki naj bi zadevo uredili in Rimu priznali vrhovno sodno oblast sklicevaje se na Nicejski vesoljni cerkveni zbor (325) in Sardiški koncil (343). Voditelj odposlanstva se je vedel tako ošabno, da se je spor le še poglobil in nadaljeval še pod Bonifacijem in Celestinom.

#### Heretik Pelagij
Za krščansko enotnost je imelo hujše posledice papeževo ravnanje v zvezi s pelagijanstvom. Nanj se je namreč pisno obrnil britanski heretik Pelagij, češ da ne uči tistega krivega nauka, zaradi katerega je bil izobčen iz Cerkve, ampak da se samo drugače izraža. S spretnim govorjenjem in uglajenim nastopom je njegov rimski privrženec Celestij pelagijanstvo papežu predstavil kot pravoveren nauk: zato je papež Pelagija rehabilitiral ter sprejel nazaj v cerkveno skupnost, iz katere so ga bili izobčili carigrajski patriarh in afriški škofje. Ponovno spravo je zahteval tudi od afriških škofov. Ti so se pod vodstvom sv. Avguština leta 418 sestali na sinodi v Kartagini, sestavili devet členov proti pelagianizmu (Epistola Tractoria) ter Pelagija ponovno obsodili. Avguštin je te člene poslal papežu, ki je medtem tudi sam spregledal zvijačo. Papež Zosim je 418 sprejel kartaške sklepe ter zavrnil Pelagijevo učenje in vsem krajevnim Cerkvam poslal razlago pravega nauka. 

### Zosim inpapeška nezmotljivost
1. Rimski škof kot naslednik apostola Petra ima zadnjo besedo glede katoliškega verskega in nravnega nauka. V tem primeru to jasno priznavajo sveti Avguštin, afriški škofje – pa tudi sam heretik Pelagij;
2. »Napaka« ali »zmota« papeža Zosima med pelagijansko razpravo ni bila »doktrinalne narave«; pomota je bila v tem, da je verjel Celestiju in Pelagiju, češ da sta v svojem podajanju vere iskrena; onadva sta pa pelagijanstvo namenoma prikazovala dvoumno, torej neiskreno. To pa nima ničesar opraviti s papeško nezmotljivostjo.
3. Sveti Avguštin, velik nasprotnik pelagijanstva, ki ga imenujejo tudi »Kladivo pelagijancev«, pravi, da pelagijanci »niso uspeli popolnoma zapeljati Apostolskega sedeža« (čeprav so to poskušali). On nadalje skupaj z afriškim škofi zelo hvali papeže: svetega Inocenca, svetega Zosima in svetega Bonifacija in jim priznava avtoriteto ne le pri opredeljevanju katoliškega nauka, ampak tudi pri izobčevanju heretikov iz katoliške Cerkve.[6][7]

## Smrt in češčenje
Zosim je umrl 26. decembra 418 v Rimu. Pokopan je v baziliki San Lorenzo fuori le mura na Via Tiburtina v Rimu.

### God
Po drugem vatikanskem koncilu praznujejo njegov god 26. decembra, na dan njegove smrti. Prej je bil njegov god 28. januarja.

### Ocena
Papež Zosim spada vsekakor med najzanimivejše osebnosti na sedežu sv. Petra. Na tem odgovornem mestu je bil le kakih 20 mesecev, ko je podlegel hudi bolezni; pustil pa je svojim naslednikom precej nerešenih ali napačno rešenih vprašanj. Zosima, Grka po rodu, so izvolili za papeža, ker so poznali njegovo pobožnost in dobrosrčnost. Izgleda pa, da se ni mogel kot Vzhodnjak vživeti v zahodno miselnost in da je bil preveč lahkoveren. Sv. Zosim je zgled, da so papeži kot osebe zmotljivi in da jim vladarske sposobnosti niso že po sebi zagotovljene; vendar pa se je zaradi osebnih kreposti le povzpel do svetništva.